# Emoia montana
Emoia montana este o specie de șopârle din genul Emoia, familia Scincidae, descrisă de Brown 1991.
Este endemică în Papua New Guinea. Conform Catalogue of Life specia Emoia montana nu are subspecii cunoscute.